# ایلان ماسک در مقابل مارک زاکربرگ
ایلان ماسک در مقابل مارک زاکربرگ یک مسابقه قفسی پیشنهادی بین بازرگانان تجاری ایلان ماسک و مارک زاکربرگ است. اگر این مبارزه جریان یابد، انتظار می رود که در یو اف سی اپکس در انترپرایز، نوادا ، ایالات متحدهٔ آمریکا برگزار شود. 

## در فرهنگ عامیانه
زاک در مقابل ماسک یک بازی مرورگر رایگان می باشد، که توسط طراح بجیولد محصول سال (۲۰۰۰) و گیاهان دربرابر زامبی‌ها محصول سال (۲۰۰۹) و جیسون کاپالکا ساخته شده است. این بازی یک نسخه تغییر یافته از رسل بروس محصول سال (۲۰۲۳) می باشد. در این بازی، بازیکنان ماسک یا زاکربرگ یکدیگر را کنترل می‌کنند و بعد از آن آنها باید در یک مسابقه قفس با دیگری مبارزه کنند.